# Pavel Melnikov (roer)
Pavel Vladimirovitj Melnikov (på russisk: Павел Владимирович Мельников) (født 8. august 1969 i Novotjerkassk, Sovjetunionen) er en russisk tidligere roer.
Melnikov var en del af den russiske otter, der vandt en bronzemedalje ved OL 1996 i Atlanta. Andrej Glukhov, Anton Tjermasjentsev, Vladimir Sokolov, Nikolaj Aksjonov, Dmitrij Rozinkevitj, Sergej Matvejev, Roman Montjenko, Vladimir Volodenkov og styrmand Aleksandr Lukjanov udgjorde resten af besætningen. Han var også med i otteren ved OL 2000 i Sydney, hvor russerne dog kun opnåede en 9. plads.
Melnikov vandt desuden en VM-bronzemedalje i otter ved VM 1999 i Canada.

## OL-medaljer
- 1996:  Bronze i otter